# Street Stories
Street Stories – siódmy studyjny album amerykańskiego rapera Lil’ Keke’a. Został wydany 22 lipca 2003 roku nakładem wytwórni Lookin' Up Entertainment. Gościnnie występują 1da Boy, Slim Thug i zespół hip-hopowy Boyz In Blue.

## Lista utworów
| #  | Tytuł              | Goście                   | Czas |
| -- | ------------------ | ------------------------ | ---- |
| 1  | Intro              |                          | 1:16 |
| 2  | Gotta Be A Way     |                          | 3:01 |
| 3  | Gotta Get This     |                          | 3:34 |
| 4  | I Use Rhymes       | 1da Boy                  | 4:00 |
| 5  | High Come Down     |                          | 3:44 |
| 6  | One Life To Live   |                          | 3:24 |
| 7  | Shed Tears         |                          | 3:40 |
| 8  | Reaching           |                          | 4:00 |
| 9  | I Ain't Gonna Lie  |                          | 3:14 |
| 10 | Throw Your Sets Up |                          | 3:46 |
| 11 | On The Come Up     |                          | 3:03 |
| 12 | In The Club        | Slim Thug & Boyz In Blue | 3:43 |
| 13 | Big Rims           | 1da Boy                  | 4:09 |